# Ernst Mai
Ernst Mai (* 6. Juni 1915 in Kösen; † unbekannt) war ein deutscher Jurist.

## Werdegang
Über Mais Karriere bis zum Kriegsende 1945 ist bisher nichts bekannt. Mit Wirkung vom 1. August 1949 wurde er zum Oberlandesgerichtsrat am Oberlandesgericht Frankfurt am Main ernannt. Anschließend wurde er mit Wirkung vom 3. Juli 1961 zum Richter am Bundesgerichtshof berufen, dem er bis zu seinem Eintritt in den Ruhestand am 30. Juni 1983 angehörte. Mai war zunächst Beisitzer im 1. Strafsenat; ab dem 9. Februar 1968 führte er sodann den nach Teilung des IV. Zivilsenats neu errichteten IX. Zivilsenat als Vorsitzender.

## Ehrungen
- 1983: Großes Verdienstkreuz der Bundesrepublik Deutschland